# 사카모토 도시조
사카모토 도시조(일본어: 阪本 敏三, 1943년 7월 13일 ~ 2022년 3월 22일)는 일본의 전 프로 야구 선수이자 야구 지도자이다. 교토부 교토시 후시미구 출신이며 현역 시절 포지션은 내야수였다.

## 인물
헤이안 고등학교에서는 1961년 춘계 선발 대회(제33회 선발 고등학교 야구 대회)에 유격수로서 출전하여 준결승에 진출했지만 시바타 이사오 투수가 소속된 호세이 대학 제2 고등학교에게 패했다. 고등학교 동기로는 포수인 하야시 겐조가 있다. 고교 졸업 후 리쓰메이칸 대학에 진학, 구 간사이 6대학 리그에서는 3번이나 우승을 이끌었고 1965년에 열린 전일본 대학 야구 선수권 대회에서 준우승을 이끌었다. 리그 통산 60개의 도루를 기록하여 7시즌 연속 도루왕이 됐다. 대학 졸업 후 도에이 플라이어스로부터 드래프트 5순위 지명을 받았지만 도에이에 입단하지 않고 가와이 악기에 입사, 1966년 도시 대항 야구 대회에 출전했다.
1966년 드래프트 5순위로 한큐 브레이브스에 입단하여 프로 2년차인 1968년부터 주전 유격수로서 정착했다. 1967년에 한큐 첫 우승을 시작으로 제1차 한큐 황금 시대의 유격수로서 활약했다. 통산 도루 243개의 빠른 발을 활용하여 1968년부터 1971년까지 4년 연속 베스트 나인에 선정되는 등의 맹활약을 했을 뿐만 아니라 1969년에는 시즌 최다인 47개의 도루를 기록하며 퍼시픽 리그 도루왕을 석권했다. 또한 1968년부터 1972년까지 5회 연속 올스타전에도 출전했다. 하지만 요미우리 자이언츠와 맞붙은 1971년 일본 시리즈에서 오 사다하루의 역전 끝내기 3점 홈런의 계기가 된 나가시마 시게오에게서 맞은 중전 안타를 사카모토가 끊지 못한 플레이를 계기로 오하시 유타카, 다네모 마사유키와의 맞트레이드로 사사키 세이고, 오카무라 고지와 함께 도에이로 이적했다. 1975년에는 그해 퍼시픽 리그에서 지명 타자제가 도입되자, 일본 프로 야구 사상 처음으로 지명 타자로서 공식전에서의 타석에 들어섰다. 그 후 1976년 야에자와 겐이치와 함께 핫토리 도시카즈, 나가부치 요조와의 맞트레이드로 긴테쓰 버펄로스로 이적했고 1979년에 난카이 호크스로 이적하면서 1980년에 코치를 겸임했다. 1981년 개막 직전에 현역에서 은퇴했다.
은퇴 후 KBS 교토의 《긴테쓰 익사이트 아워》 해설자(1982년 ~ 1983년)를 거쳐 긴테쓰에 복귀했다. 긴테쓰에서는 1군 수비·주루 코치(1984년), 2군 수비·주루 코치(1985년 ~ 1987년), 2군 주루 코치(1988년 ~ 1989년), 2군 타격·주루 코치(1990년 ~ 1991년), 2군 타격 겸 트레이닝 코치(1992년 ~ 1993년), 1군 타격 코치(1994년 ~ 1995년), 2군 타격 코치(1996년) 등을 역임했고, 육성 담당(1997년 ~ 1998년), 편성부 과장(1999년 ~ 2000년), 긴테쓰 기숙사 사감(2001년 ~ 2003년) 등을 역임했다. 교토부 K-Ball 소년 야구 연맹의 상무이사로도 재직한 바 있다.
2022년 3월 22일, 효고현의 병원에서 파킨슨병으로 사망했다(향년 78세).

## 상세 정보

### 출신 학교
- 헤이안 고등학교
- 리쓰메이칸 대학

### 선수 경력
- 가와이 악기
- 한큐 브레이브스(1967년 ~ 1971년)
- 도에이 플라이어스·닛타쿠홈 플라이어스·닛폰햄 파이터스(1972년 ~ 1975년)
- 긴테쓰 버펄로스(1976년 ~ 1978년)
- 난카이 호크스(1979년 ~ 1980년)

### 지도자 경력
- 난카이 호크스 겸임 코치(1980년)
- 긴테쓰 버펄로스 1군 수비·주루 코치(1984년)
- 긴테쓰 버펄로스 2군 수비·주루 코치(1985년 ~ 1987년)
- 긴테쓰 버펄로스 2군 주루 코치(1988년 ~ 1989년)
- 긴테쓰 버펄로스 2군 타격·주루 코치(1990년 ~ 1991년)
- 긴테쓰 버펄로스 2군 타격 겸 트레이닝 코치(1992년 ~ 1993년)
- 긴테쓰 버펄로스 1군 타격 코치(1994년 ~ 1995년)
- 긴테쓰 버펄로스 2군 타격 코치(1996년)

### 수상·타이틀 경력

#### 타이틀
- 도루왕 : 1회(1969년)

#### 수상
- 베스트 나인 : 4회(1968년 ~ 1971년) ※모두 유격수 부문
- 올스타전 MVP : 1회(1972년 2차전)

### 개인 기록

#### 첫 기록
- 첫 출장 : 1967년 4월 25일, 대 난카이 호크스 3차전(한큐 니시노미야 구장), 9회말에 오카무라 고지의 대타로 출장
- 첫 선발 출장 : 1967년 5월 20일, 대 긴테쓰 버펄로스 5차전(한큐 니시노미야 구장), 2번·유격수로서 선발 출장
- 첫 안타·첫 홈런·첫 타점 : 상동, 5회말에 이토 유키오로부터 솔로 홈런

#### 기록 달성 경력
- 통산 1000안타 : 1975년 4월 26일, 대 한큐 브레이브스 전기 6차전(한큐 니시노미야 구장), 7회초에 요네다 데쓰야로부터 우익 선상 2루타 ※역대 88번째
- 통산 1000경기 출장 : 1975년 4월 29일, 대 난카이 호크스 전기 4차전(고라쿠엔 구장), 1번·2루수로서 선발 출장 ※역대 179번째

#### 기타
- 올스타전 출장 : 4회(1968년 ~ 1972년)

### 등번호
- 4(1967년 ~ 1971년, 1976년 ~ 1978년)
- 2(1972년 ~ 1975년)
- 29(1979년 ~ 1980년)
- 62(1984년 ~ 1985년)
- 82(1986년 ~ 1996년)

### 연도별 타격 성적
| 연 도       | 소 속                | 경 기 | 타 석 | 타 수 | 득 점 | 안 타 | 2 루 타 | 3 루 타 | 홈 런 | 루 타 | 타 점 | 도 루 | 도 루 자 | 희 생 번 | 희 생 플 | 볼 넷 | 고 4 | 사 구 | 삼 진 | 병 살 타 | 타 율 | 출 루 율 | 장 타 율 | O P S |
| ----------- | -------------------- | ----- | ----- | ----- | ----- | ----- | ------- | ------- | ----- | ----- | ----- | ----- | -------- | -------- | -------- | ----- | ---- | ----- | ----- | -------- | ----- | -------- | -------- | ----- |
| 1967년      | 한큐                 | 102   | 357   | 323   | 50    | 88    | 17      | 7       | 9     | 146   | 24    | 9     | 8        | 7        | 0        | 26    | 0    | 1     | 23    | 2        | .272  | .329     | .452     | .781  |
| 1968년      | 한큐                 | 130   | 562   | 493   | 74    | 137   | 24      | 5       | 7     | 192   | 48    | 50    | 7        | 18       | 2        | 44    | 0    | 5     | 44    | 8        | .278  | .342     | .389     | .731  |
| 1969년      | 한큐                 | 129   | 558   | 504   | 75    | 143   | 25      | 3       | 13    | 213   | 40    | 47    | 10       | 17       | 4        | 31    | 1    | 2     | 40    | 10       | .284  | .325     | .423     | .748  |
| 1970년      | 한큐                 | 127   | 517   | 447   | 67    | 109   | 23      | 1       | 7     | 155   | 44    | 28    | 6        | 12       | 3        | 53    | 0    | 2     | 30    | 6        | .244  | .325     | .347     | .672  |
| 1971년      | 한큐                 | 127   | 550   | 479   | 72    | 135   | 16      | 1       | 15    | 198   | 56    | 36    | 6        | 23       | 5        | 41    | 2    | 2     | 24    | 6        | .282  | .338     | .413     | .751  |
| 1972년      | 도에이 닛타쿠 닛폰햄 | 126   | 566   | 496   | 75    | 138   | 13      | 1       | 16    | 201   | 62    | 6     | 6        | 21       | 4        | 41    | 0    | 4     | 30    | 12       | .278  | .336     | .405     | .741  |
| 1973년      | 도에이 닛타쿠 닛폰햄 | 130   | 530   | 478   | 60    | 128   | 20      | 0       | 10    | 178   | 41    | 7     | 7        | 8        | 4        | 37    | 1    | 3     | 32    | 6        | .268  | .322     | .372     | .694  |
| 1974년      | 도에이 닛타쿠 닛폰햄 | 109   | 433   | 393   | 38    | 110   | 20      | 2       | 10    | 164   | 47    | 16    | 6        | 8        | 3        | 26    | 0    | 3     | 41    | 8        | .280  | .327     | .417     | .744  |
| 1975년      | 도에이 닛타쿠 닛폰햄 | 96    | 403   | 353   | 47    | 92    | 16      | 1       | 6     | 128   | 27    | 10    | 4        | 11       | 1        | 38    | 2    | 0     | 27    | 4        | .261  | .332     | .363     | .694  |
| 1976년      | 긴테쓰               | 109   | 335   | 299   | 25    | 75    | 12      | 1       | 1     | 92    | 19    | 5     | 4        | 7        | 1        | 25    | 2    | 3     | 21    | 8        | .251  | .314     | .308     | .622  |
| 1977년      | 긴테쓰               | 93    | 237   | 212   | 19    | 61    | 6       | 2       | 1     | 74    | 12    | 16    | 3        | 6        | 0        | 16    | 2    | 3     | 16    | 5        | .288  | .346     | .349     | .695  |
| 1978년      | 긴테쓰               | 43    | 59    | 54    | 5     | 10    | 1       | 0       | 0     | 11    | 5     | 7     | 1        | 2        | 0        | 3     | 1    | 0     | 7     | 2        | .185  | .228     | .204     | .432  |
| 1979년      | 난카이               | 61    | 150   | 135   | 22    | 42    | 7       | 0       | 0     | 49    | 12    | 5     | 2        | 1        | 1        | 13    | 0    | 0     | 10    | 3        | .311  | .369     | .363     | .732  |
| 1980년      | 난카이               | 65    | 150   | 130   | 20    | 35    | 4       | 0       | 2     | 45    | 12    | 1     | 3        | 3        | 1        | 12    | 0    | 4     | 10    | 3        | .269  | .347     | .346     | .693  |
| 통산 : 14년 | 통산 : 14년          | 1447  | 5407  | 4796  | 649   | 1303  | 204     | 24      | 97    | 1846  | 449   | 243   | 73       | 144      | 29       | 406   | 11   | 32    | 355   | 83       | .272  | .331     | .385     | .716  |

- 굵은 글씨는 시즌 최고 성적.
- 도에이(도에이 플라이어스)는 1973년에 닛타쿠(닛타쿠홈 플라이어스), 1974년에 닛폰햄(닛폰햄 파이터스)으로 구단명을 변경.